# Porte Jaune
La porte Jaune est une porte de Paris, en France, située dans le 12e arrondissement de Paris, au nord-est du bois de Vincennes.
La porte Jaune a donné son nom à la route de la Porte-Jaune.
Situées dans le bois de Vincennes, la porte du Bel-Air, la porte Jaune et la porte de Saint-Mandé ne font pas partie des portes de l’agglomération parisienne.

## Situation et accès
La porte Jaune est située dans le bois de Vincennes, à l’intersection de l’avenue de Nogent, de l’avenue de Fontenay et de la route Circulaire. Elle est voisine du lac des Minimes.
La porte Jaune est essentiellement accessible par voiture et se trouve à 500 m de la gare de Fontenay-sous-Bois de la ligne A du RER.

## Historique
La porte Jaune était située autrefois sur le territoire de la commune de Fontenay-sous-Bois (appartenant alors — comme Paris — au département de la Seine et aujourd'hui au Val-de-Marne), dans la partie annexée à Paris par décret du 18 avril 1929.

## Vie de quartier
La porte Jaune étant située dans le bois de Vincennes, elle n'a pas de vie de quartier à proprement parler. Elle donne cependant sur le lac des Minimes et plus particulièrement sur l’île de la Porte-Jaune qui abrite des chalets et des restaurants. L’activité du secteur est donc très conditionnée par celles des habitants de Paris et des communes voisines du Val-de-Marne, qui viennent durant le week-end se promener dans le bois.
À proximité de la porte Jaune se trouve également La Cartoucherie de Vincennes et ses activités culturelles, notamment celle du Théâtre du Soleil d’Ariane Mnouchkine.